# 63 (số)
63 (sáu mươi ba) là một số tự nhiên ngay sau 62 và ngay trước 64.